# José Luis Galilea
José Luis Galilea Vidaurreta (San Sebastián, 9 luglio 1972) è un ex cestista spagnolo.

## Carriera
Con la Spagna ha disputato i Campionati europei del 1995.

## Palmarès
- Campionato spagnolo: 3

Barcellona: 1994-95, 1995-96
Real Madrid: 1999-2000
- Copa del Rey: 2

Barcellona: 1991, 1994
- Liga catalana: 2

Barcellona: 1993, 1995
- Coppa Italia: 1

Virtus Bologna: 1997